# الطاغوت
الطاغوت هو كل ذي طغيان على الله فكل ما عبد من دون الله، ورضي بالعبادة من معبود أو متبوع أو مطاع في غير طاعة الله ورسوله، فهو طاغوت. والإنسان لا يُصبح مُؤمنًا بالله إلا بالكفر بالطاغوت، والدليل قوله تعالى: ﴿فَمَنْ يَكْفُرْ بِالطَّاغُوتِ وَيُؤْمِنْ بِاللَّهِ فَقَدِ اسْتَمْسَكَ بِالْعُرْوَةِ الْوُثْقَى لَا انْفِصَامَ لَهَا وَاللَّهُ سَمِيعٌ عَلِيمٌ ۝٢٥٦﴾ [البقرة:256].

## شرح الكلمة
في اللغة: مشتق من الطغيان والطغيان مجاوزة الحد، ومنه قوله تعالى: ﴿إِنَّا لَمَّا طَغَى الْمَاءُ حَمَلْنَاكُمْ فِي الْجَارِيَةِ ۝١١﴾ [الحاقة:11]، يعني لما زاد الماء عن الحد المعتاد حملناكم في الجارية يعني السفينة. في الاصطلاح: هو كل ما تجاوز به العبد حده من معبود أو متبوع أو مطاع. كما عرفه شيخ الإسلام ابن القيم. فالطاغوت هو الطاغي المعتدي أو كثير الطغيان، وكل رأس في الضلال يصرف عن طريق الخير، و يطلق أيضاً على الشيطان، والكاهن، والساحر، وكل ما عبد من دون الله من الجن والإنس والأصنام، وبيت الصنم. والطاغوت يطلق على المذكر والمؤنث على حد سواء ويستوي فيه الواحد وغيره. وكل من عبد من دون الله وهو راض وهكذا الأصنام تسمى طواغيت والأشجار والأحجار المعبودة تسمى طواغيت أما الأولياء والأنبياء والملائكة فليسوا طواغيت لكن الطاغوت الذي دعا إلى عبادتهم الطاغوت الذي دعا إلى الشرك بالله وعبادتهم من الشياطين شياطين الإنس أو الجن هم طواغيت أما الأولياء المؤمنون يبرؤون إلى الله منهم ما يرضون أن يعبدون من دون الله وهكذا الأنبياء هكذا الملائكة هكذا الجن المؤمنون ما يرضوا فالطاغوت الذي يدعو إلى عبادة غير الله أو يرضى بها وأشباهه فالبراءة من ذلك معناها البراءة من عبادة غير الله واعتقاد بطلانه هي أن تبرأ من عبادة غير الله وأن تعتقد بطلان ذلك وأن العبادة الحق لله سبحانه وتعالى كما قال عز وجل في كتابه العظيم في سورة الحج: ﴿ذَلِكَ بِأَنَّ اللَّهَ هُوَ الْحَقُّ وَأَنَّ مَا يَدْعُونَ مِنْ دُونِهِ هُوَ الْبَاطِلُ وَأَنَّ اللَّهَ هُوَ الْعَلِيُّ الْكَبِيرُ ۝٦٢﴾ [الحج:62].

## أنواع الطاغوت
الطواغيت كثيرة ورؤوسهم خمسة:
1. الشيطان الداعي إلى عبادة غير الله، والدليل قوله تعالى: ﴿أَلَمْ أَعْهَدْ إِلَيْكُمْ يَا بَنِي آدَمَ أَنْ لَا تَعْبُدُوا الشَّيْطَانَ إِنَّهُ لَكُمْ عَدُوٌّ مُبِينٌ ۝٦٠﴾ [يس:60].[2]
2. الحاكم الجائر المغير لأحكام الله تعالى، والدليل قوله تعالى: ﴿أَلَمْ تَرَ إِلَى الَّذِينَ يَزْعُمُونَ أَنَّهُمْ آمَنُوا بِمَا أُنْزِلَ إِلَيْكَ وَمَا أُنْزِلَ مِنْ قَبْلِكَ يُرِيدُونَ أَنْ يَتَحَاكَمُوا إِلَى الطَّاغُوتِ وَقَدْ أُمِرُوا أَنْ يَكْفُرُوا بِهِ وَيُرِيدُ الشَّيْطَانُ أَنْ يُضِلَّهُمْ ضَلَالًا بَعِيدًا ۝٦٠﴾ [النساء:60].[2]
3. الذي يحكم بغير ما أنزل الله، والدليل قوله تعالى: ﴿وَمَنْ لَمْ يَحْكُمْ بِمَا أَنْزَلَ اللَّهُ فَأُولَئِكَ هُمُ الْكَافِرُونَ ۝٤٤﴾ [المائدة:44].[2]
4. الذي يدعي علم الغيب من دون الله، والدليل قوله تعالى: ﴿عَالِمُ الْغَيْبِ فَلَا يُظْهِرُ عَلَى غَيْبِهِ أَحَدًا ۝٢٦ إِلَّا مَنِ ارْتَضَى مِنْ رَسُولٍ فَإِنَّهُ يَسْلُكُ مِنْ بَيْنِ يَدَيْهِ وَمِنْ خَلْفِهِ رَصَدًا ۝٢٧﴾ [الجن:26–27]، وقال تعالى: ﴿وَعِنْدَهُ مَفَاتِحُ الْغَيْبِ لَا يَعْلَمُهَا إِلَّا هُوَ وَيَعْلَمُ مَا فِي الْبَرِّ وَالْبَحْرِ وَمَا تَسْقُطُ مِنْ وَرَقَةٍ إِلَّا يَعْلَمُهَا وَلَا حَبَّةٍ فِي ظُلُمَاتِ الْأَرْضِ وَلَا رَطْبٍ وَلَا يَابِسٍ إِلَّا فِي كِتَابٍ مُبِينٍ ۝٥٩﴾ [الأنعام:59].[2][3]
5. الذي يعبد من دون الله وهو راض بالعبادة، والدليل قوله تعالى: ﴿وَمَنْ يَقُلْ مِنْهُمْ إِنِّي إِلَهٌ مِنْ دُونِهِ فَذَلِكَ نَجْزِيهِ جَهَنَّمَ كَذَلِكَ نَجْزِي الظَّالِمِينَ ۝٢٩﴾ [الأنبياء:29].[3]

وعلى هذا فليس كل ما عبد من دون الله يعتبر طاغوتاً فالأنبياء والعلماء وغيرهم من الصالحين والأولياء لم يحملوا الناس على عبادتهم إياهم ولا أطاعوهم في ذلك بل حذروهم من ذلك أشد تحذير بل كان المقصد من إرسال الله الرسل إلى الخلق دعوتهم إلى توحيد الله والكفر بما دونه، قال تعالى: ﴿وَلَقَدْ بَعَثْنَا فِي كُلِّ أُمَّةٍ رَسُولًا أَنِ اعْبُدُوا اللَّهَ وَاجْتَنِبُوا الطَّاغُوتَ فَمِنْهُمْ مَنْ هَدَى اللَّهُ وَمِنْهُمْ مَنْ حَقَّتْ عَلَيْهِ الضَّلَالَةُ فَسِيرُوا فِي الْأَرْضِ فَانْظُرُوا كَيْفَ كَانَ عَاقِبَةُ الْمُكَذِّبِينَ ۝٣٦﴾ [النحل:36] فلا يسمى الأنبياء ولا العلماء وإن عبدوا من دون الله طواغيتاً.

## الكفر بالطاغوت
والإنسان ما يصير مؤمنا بالله إلا بالكفر بالطاغوت، والدليل قوله تعالى: ﴿فَمَنْ يَكْفُرْ بِالطَّاغُوتِ وَيُؤْمِنْ بِاللَّهِ فَقَدِ اسْتَمْسَكَ بِالْعُرْوَةِ الْوُثْقَى لَا انْفِصَامَ لَهَا وَاللَّهُ سَمِيعٌ عَلِيمٌ ۝٢٥٦﴾ [البقرة:256]. والكفر معناها البراءة منه واعتقاد بطلانه، قال الله سبحانه: ﴿لَا إِكْرَاهَ فِي الدِّينِ قَدْ تَبَيَّنَ الرُّشْدُ مِنَ الْغَيِّ فَمَنْ يَكْفُرْ بِالطَّاغُوتِ وَيُؤْمِنْ بِاللَّهِ فَقَدِ اسْتَمْسَكَ بِالْعُرْوَةِ الْوُثْقَى لَا انْفِصَامَ لَهَا وَاللَّهُ سَمِيعٌ عَلِيمٌ ۝٢٥٦﴾ [البقرة:256]؛ وعلى المسلم أن يتبرأ من عبادة غير الله من عبادة الأوثان والأصنام والجن والحاكم الجأر والمبدل لشرع الله ومن لم يحكم بشرع الله ومدعي الغيب ومن يعبد من دون االله، فعليه أن يتبرأ منها ويعتقد بطلانها ويؤمن أن المعبود بحق هو الله وحده سبحانه وتعالى فمن لم يؤمن بهذا فليس بمسلم لا بد أن يؤمن بأن الله مستحق للعبادة وأن عبادة الطواغيت عبادة الجن عبادة الأصنام عبادة والحاكم الجأر والمبدل لشرع الله ومن لم يحكم بشرع الله ومدعي الغيب ومن يعبد من دون االله كل هذا باطل لا بد أن يتبرأ منها. الرشد دين محمد ﷺ، والغي دين أبي جهل، والعروة الوثقى شهادة أن لا إله إلا الله، وهي متضمنة للنفي والإثبات؛ تنفي جميع أنواع العبادة عن غير الله تعالى، وتثبت جميع أنواع العبادة كلها لله وحده لا شريك له.

## روابط خارجية
- رسالة في معنى الطاغوت للشيخ الإسلام محمد بن عبد الوهاب